# Соснак
Сосна́к (фр. и окс. Saussenac) — коммуна во Франции, находится в регионе Юг — Пиренеи. Департамент — Тарн. Входит в состав кантона Кармо-1 Ле-Сегала. Округ коммуны — Альби.
Код INSEE коммуны — 81277.

## География

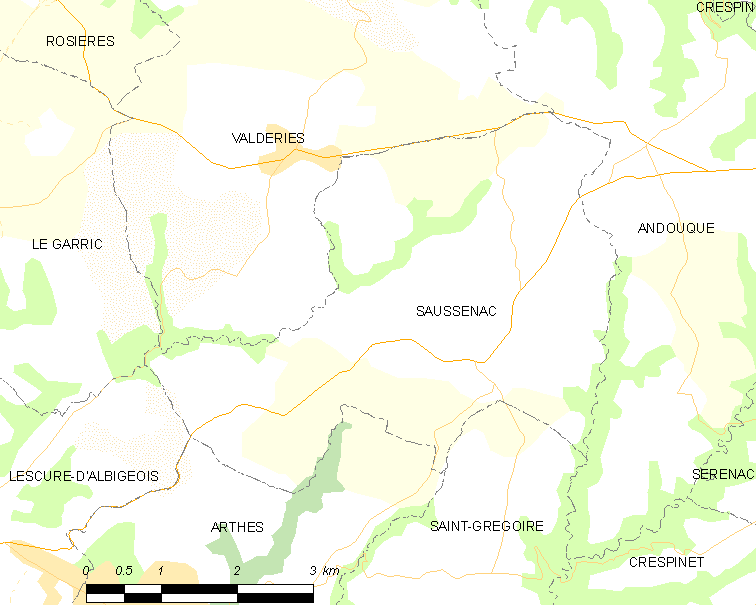
Карта коммуны

Коммуна расположена приблизительно в 550 км к югу от Парижа, в 80 км северо-восточнее Тулузы, в 13 км к северо-востоку от Альби.

## Климат
Климат умеренно-океанический. Зима мягкая и дождливая, лето жаркое с частыми грозами. Ветры довольно редки.

## Население
Население коммуны на 2010 год составляло 502 человека.
| 1962 | 1968 | 1975 | 1982 | 1990 | 1999 | 2010 |
| ---- | ---- | ---- | ---- | ---- | ---- | ---- |
| 407  | 361  | 313  | 337  | 392  | 409  | 502  |

## Администрация
| Период | Период | Фамилия         | Партия | Примечания |
| ------ | ------ | --------------- | ------ | ---------- |
| 2001   | 2008   | Жан-Клод Меноре |        |            |
| 2008   | 2020   | Пьер Каюзак     |        |            |

## Экономика
В 2007 году среди 320 человек в трудоспособном возрасте (15—64 лет) 237 были экономически активными, 83 — неактивными (показатель активности — 74,1 %, в 1999 году было 70,1 %). Из 237 активных работали 225 человек (128 мужчин и 97 женщин), безработных было 12 (4 мужчины и 8 женщин). Среди 83 неактивных 25 человек были учениками или студентами, 38 — пенсионерами, 20 были неактивными по другим причинам.